# Calospilota
Calospilota es un género de las mantis, de la familia Mantidae, del orden Mantodea. Es originario de África.

## Especies
- Calospilota armicollis
- Calospilota calabarica
- Calospilota duchaillui
- Calospilota guineensis
- Calospilota lolodorfana
- Calospilota misana
- Calospilota pulchra
- Calospilota tristis